# Animal Magnetism Tour
Animal Magnetism Tour es la séptima gira mundial de conciertos de la banda alemana de hard rock y heavy metal Scorpions, en promoción al álbum Animal Magnetism de 1980. Comenzó el 6 de marzo de 1980 en Tokio, Japón, y culminó el 28 de octubre del mismo año en el recinto Hammersmith Odeon de Londres, Inglaterra. Con más de cien fechas en total, la gira les permitió tocar por primera vez en Canadá.

## Antecedentes
La gira comenzó el 6 de marzo con una presentación en Tokio, casi tres semanas antes del lanzamiento oficial de Animal Magnetism. Durante los primeros días de abril, diez días después de la publicación del álbum, iniciaron una serie de conciertos por Alemania Occidental para luego dar paso a dos shows en Francia y Bélgica. Ya a fines de abril comenzaron la segunda visita a su propio país, donde llegaron a varias ciudades que hace años no tocaban e incluso se presentaron en Hof, la ciudad más cercana a la Alemania Oriental. Días más tarde dieron seis conciertos en seis ciudades del Reino Unido, donde contaron con Tygers of Pan Tang como teloneros.
El 23 de mayo en el Cow Palace de Daly City iniciaron su segunda visita por los Estados Unidos, después de un exitoso debut en ese país durante la gira anterior. Durante la primera parte por la nación norteamericana compartieron escenario con Pat Travers y Def Leppard, y en varias fechas abrieron las presentaciones de Ted Nugent. Mientras que en la segunda sección, fueron banda soporte de los británicos Judas Priest, que se encontraban en los Estados Unidos en el marco de su British Steel Tour. Durante aquellas fechas, la banda también dio sus dos primeros conciertos en Canadá, uno en Vancouver y el otro en Calgary.
El 16 de agosto fueron parte del primer festival Monsters of Rock, donde compartieron escenario con Rainbow, Judas Priest, Saxon, Riot, April Wine y Touch. Parte de dicha presentación quedó registrado en el bootleg Teutonic Terror lanzado en 1983, pero solo para el mercado inglés. Días más tarde comenzaron la segunda parte por Europa, con fechas en Suecia, Países Bajos, Bélgica y Francia, donde contaron nuevamente con Def Leppard como teloneros. A principios de octubre en Bristol iniciaron la segunda visita a Inglaterra con cerca de veinte conciertos por más de diez ciudades, donde tuvieron a Blackfoot como banda soporte. De aquellas presentaciones destacaron dos noches completamente vendidas en Newcastle, Birmingham, Mánchester, Sheffield y Londres.

## Listado de canciones
Scorpions tocó diferentes listados de canciones, dependiendo de los países que visitaba. Por ejemplo en los Estados Unidos solo tocaban entre diez a trece temas cuando hacían de teloneros, pero en varios países europeos interpretaban más de quince canciones y en ciertos conciertos llegaban incluso a dieciocho pistas. A continuación el listado de canciones reproducidas por la banda en el Manchester Apollo en la ciudad de Mánchester en Inglaterra.
1. «Lovedrive»
2. «Don't Make No Promises (Your Body Can't Keep)»
3. «Loving You Sunday Morning»
4. «We'll Burn the Sky»
5. «Animal Magnetism»
6. «The Zoo»
7. «Holiday»
8. «Lady Starlight»
9. «Always Somewhere»
10. «Pictured Life»
11. «Make It Real»
12. «He's a Woman She's a Man»
13. «Another Piece of Meat»
14. «Drum Solo» (solo de batería)
15. «Robot Man»
16. «In Trance»
17. «Steamrock Fever»
18. «Can't Get Enough»

## Fechas
| Fecha            | País                | Ciudad                | Recinto/Festival                   | Notas                                                                          |
| Asia             | Asia                | Asia                  | Asia                               | Asia                                                                           |
| ---------------- | ------------------- | --------------------- | ---------------------------------- | ------------------------------------------------------------------------------ |
| 6 de marzo       | Japón               | Tokio                 | desconocido                        |                                                                                |
| Europa           |                     |                       |                                    |                                                                                |
| 11 de abril      | Alemania Occidental | Kaunitz               | Ostwestfalenhalle                  |                                                                                |
| 12 de abril      | Alemania Occidental | Karlsruhe             | Stadthalle                         |                                                                                |
| 13 de abril      | Alemania Occidental | Múnich                | Circus Krone                       |                                                                                |
| 15 de abril      | Alemania Occidental | Hof                   | Freiheitshalle                     |                                                                                |
| 17 de abril      | Alemania Occidental | Offenbach del Meno    | Stadthalle                         |                                                                                |
| 18 de abril      | Alemania Occidental | Wolfsburgo            | Stadthalle                         |                                                                                |
| 19 de abril      | Alemania Occidental | Hamburgo              | Ernst-Merck-Halle                  |                                                                                |
| 21 de abril      | Francia             | París                 | Hippodrome de Pantin               |                                                                                |
| 22 de abril      | Bélgica             | Bruselas              | Ancienne Belgique                  |                                                                                |
| 25 de abril      | Alemania Occidental | Colonia               | Sporthalle                         |                                                                                |
| 26 de abril      | Alemania Occidental | Lauda-Königshofen     | Tauberfrankenhalle                 |                                                                                |
| 27 de abril      | Alemania Occidental | Neunkirchen am Brand  | Hemmerleinhalle                    |                                                                                |
| 28 de abril      | Alemania Occidental | Ulm                   | Donauhalle Ulm                     |                                                                                |
| 29 de abril      | Alemania Occidental | Uhingen               | Haldenberghalle                    |                                                                                |
| 1 de mayo        | Alemania Occidental | Bremen                | Stadthalle Bremen                  |                                                                                |
| 2 de mayo        | Alemania Occidental | Hannover              | Eilenriedehalle                    |                                                                                |
| 3 de mayo        | Alemania Occidental | Berlín                | Neue Welt                          |                                                                                |
| 4 de mayo        | Alemania Occidental | Berlín                | Neue Welt                          |                                                                                |
| 5 de mayo        | Alemania Occidental | Kiel                  | Ostseehalle                        |                                                                                |
| 6 de mayo        | Alemania Occidental | Luneburgo             | Nordlandhalle                      |                                                                                |
| 8 de mayo        | Alemania Occidental | Kassel                | Stadthalle                         |                                                                                |
| 9 de mayo        | Alemania Occidental | Essen                 | Grugahalle                         |                                                                                |
| 10 de mayo       | Alemania Occidental | Ludwigshafen am Rhein | Friedrich-Ebert-Halle              |                                                                                |
| 11 de mayo       | Alemania Occidental | Saarbrücken           | Saarlandhalle                      |                                                                                |
| 13 de mayo       | Inglaterra          | Newcastle             | Newcastle City Hall                | teloneados por Tygers of Pan Tang                                              |
| 14 de mayo       | Inglaterra          | Mánchester            | Manchester Apollo                  | teloneados por Tygers of Pan Tang                                              |
| 16 de mayo       | Inglaterra          | Sheffield             | Sheffield City Hall                | teloneados por Tygers of Pan Tang                                              |
| 17 de mayo       | Escocia             | Glasgow               | Apollo Theatre                     | teloneados por Tygers of Pan Tang                                              |
| 18 de mayo       | Inglaterra          | Birmingham            | Birmingham Odeon                   | teloneados por Tygers of Pan Tang                                              |
| 19 de mayo       | Inglaterra          | Southampton           | Gaumont Theatre                    | teloneados por Tygers of Pan Tang                                              |
| Norteamérica     |                     |                       |                                    |                                                                                |
| 23 de mayo       | Estados Unidos      | Daly City             | Cow Palace                         | con Def Leppard y Pat Travers, abriendo para Ted Nugent                        |
| 24 de mayo       | Canadá              | Vancouver             | Coliseo del Pacífico               | con Pat Travers, abriendo para Ted Nugent                                      |
| 25 de mayo       | Estados Unidos      | Los Ángeles           | Los Angeles Sports Arena           | abriendo para Ted Nugent                                                       |
| 27 de mayo       | Estados Unidos      | Portland              | Paramount Theatre                  | abriendo para Ted Nugent                                                       |
| 28 de mayo       | Estados Unidos      | Seattle               | Seattle Center Coliseum            | abriendo para Ted Nugent                                                       |
| 29 de mayo       | Estados Unidos      | Spokane               | Spokane Coliseum                   | abriendo para Ted Nugent                                                       |
| 31 de mayo       | Estados Unidos      | Houston               | Sam Houston Coliseum               | con Def Leppard, abriendo para Judas Priest                                    |
| 4 de junio       | Canadá              | Calgary               | Stampede Corral                    | con Pat Travers, abriendo para Ted Nugent                                      |
| 8 de junio       | Estados Unidos      | Phoenix               | Arizona Veterans Memorial Coliseum | con Def Leppard, abriendo para Ted Nugent                                      |
| 11 de junio      | Estados Unidos      | Omaha                 | Omaha Civic Auditorium             | con Def Leppard, abriendo para Ted Nugent                                      |
| 12 de junio      | Estados Unidos      | Des Moines            | Veterans Memorial Coliseum         | con Def Leppard, abriendo para Ted Nugent                                      |
| 13 de junio      | Estados Unidos      | Madison               | Dane County Coliseum               | con Def Leppard, abriendo para Ted Nugent                                      |
| 14 de junio      | Estados Unidos      | Milwaukee             | MECCA Arena                        | con Def Leppard, abriendo para Ted Nugent                                      |
| 15 de junio      | Estados Unidos      | Rosemont              | Rosemont Horizon                   | con Def Leppard, abriendo para Ted Nugent                                      |
| 17 de junio      | Estados Unidos      | San Luis              | Checkerdome                        | con Def Leppard, abriendo para Ted Nugent                                      |
| 18 de junio      | Estados Unidos      | Kansas City           | Kemper Arena                       | con Def Leppard, abriendo para Ted Nugent                                      |
| 19 de junio      | Estados Unidos      | Denver                | McNichols Sports Arena             | con Def Leppard, abriendo para Ted Nugent                                      |
| 20 de junio      | Estados Unidos      | Denver                | McNichols Sports Arena             | con Def Leppard, abriendo para Ted Nugent                                      |
| 21 de junio      | Estados Unidos      | Albuquerque           | Tingley Coliseum                   | con Def Leppard, abriendo para Ted Nugent                                      |
| 22 de junio      | Estados Unidos      | Phoenix               | Arizona Veterans Memorial Coliseum | con Def Leppard, abriendo para Ted Nugent                                      |
| 24 de junio      | Estados Unidos      | Midland               | Chaparral Center                   | con Def Leppard, abriendo para Ted Nugent                                      |
| 25 de junio      | Estados Unidos      | San Antonio           | HemisFair Arena                    | con Def Leppard, abriendo para Ted Nugent                                      |
| 26 de junio      | Estados Unidos      | Dallas                | Reunion Arena                      | con Def Leppard, abriendo para Ted Nugent                                      |
| 27 de junio      | Estados Unidos      | Houston               | The Summit                         | con Def Leppard, abriendo para Ted Nugent                                      |
| 28 de junio      | Estados Unidos      | Baton Rouge           | Riverside Centroplex               | con Def Leppard, abriendo para Ted Nugent                                      |
| 29 de junio      | Estados Unidos      | Shreveport            | Hirsch Memorial Coliseum           | con Def Leppard, abriendo para Ted Nugent                                      |
| 1 de julio       | Estados Unidos      | Memphis               | Mid-South Coliseum                 | con Def Leppard, abriendo para Ted Nugent                                      |
| 3 de julio       | Estados Unidos      | Asbury Park           | Convention Hall                    | con Def Leppard y Judas Priest, abriendo para The Allman Brothers Band         |
| 4 de julio       | Estados Unidos      | Hampton               | Atlanta Motor Speedway             | con Def Leppard, Ted Nugent, Pat Travers y Molly Hatchet                       |
| 5 de julio       | Estados Unidos      | Uniondale             | Veterans Memorial Coliseum         | con Def Leppard, abriendo para Judas Priest                                    |
| 7 de julio       | Estados Unidos      | Hempstead             | Calderone Concert Hall             | con Def Leppard, abriendo para Judas Priest                                    |
| 8 de julio       | Estados Unidos      | Towson                | Towson Center Arena                | con Def Leppard, abriendo para Judas Priest                                    |
| 9 de julio       | Estados Unidos      | Greensboro            | Greensboro Coliseum                | con Def Leppard, abriendo para Ted Nugent                                      |
| 12 de julio      | Estados Unidos      | Hebron                | Legend Valley Music Center         | con Def Leppard, Ted Nugent, Blackfoot y J. Geils Band                         |
| 13 de julio      | Estados Unidos      | Landover              | Capital Centre                     | con Def Leppard, abriendo para Ted Nugent                                      |
| 14 de julio      | Estados Unidos      | Filadelfia            | The Spectrum                       | con Def Leppard, abriendo para Ted Nugent                                      |
| 15 de julio      | Estados Unidos      | New Haven             | Veterans Memorial Coliseum         | con Def Leppard, abriendo para Ted Nugent                                      |
| 16 de julio      | Estados Unidos      | Búfalo                | Buffalo Memorial Coliseum          | teloneados por Def Leppard                                                     |
| 23 de julio      | Estados Unidos      | Kalamazoo             | Wings Stadium                      | con Def Leppard, Ted Nugent, Judas Priest y Bob Seger & The Silver Bullet Band |
| 25 de julio      | Estados Unidos      | Chicago               | Aragon Ballroom                    | teloneados por Def Leppard                                                     |
| 26 de julio      | Estados Unidos      | Chicago               | Aragon Ballroom                    | teloneados por Def Leppard                                                     |
| 27 de julio      | Estados Unidos      | Rockford              | Rockford Speedway                  | con Judas Priest, Heart y Joe Perry Project                                    |
| 28 de julio      | Estados Unidos      | Dubuque               | Five Flags Center                  | abriendo para Judas Priest                                                     |
| 30 de julio      | Estados Unidos      | Dayton                | Hara Arena                         | abriendo para Judas Priest                                                     |
| 31 de julio      | Estados Unidos      | Pittsburgh            | Stanley Theater                    | con Def Leppard, abriendo para Judas Priest                                    |
| 2 de agosto      | Estados Unidos      | Boston                | Orpheum Theatre                    | con Def Leppard, abriendo para Judas Priest                                    |
| 3 de agosto      | Estados Unidos      | Siracusa              | Landmark Theatre                   | con Def Leppard, abriendo para Judas Priest                                    |
| 6 de agosto      | Estados Unidos      | Saint Paul            | St. Paul Civic Center              | teloneados por Def Leppard                                                     |
| Europa II        |                     |                       |                                    |                                                                                |
| 16 de agosto     | Inglaterra          | Derby                 | Monsters of Rock                   |                                                                                |
| 9 de septiembre  | Suecia              | Lund                  | Olympian                           | teloneados por Def Leppard                                                     |
| 10 de septiembre | Suecia              | Estocolmo             | Göta Lejon                         | teloneados por Def Leppard                                                     |
| 13 de septiembre | Países Bajos        | Leiden                | Groenoordhallen                    | teloneados por Def Leppard                                                     |
| 14 de septiembre | Bélgica             | Deinze                | Brielpoort                         | teloneados por Def Leppard                                                     |
| 15 de septiembre | Francia             | Poitiers              | Les Arenes                         | teloneados por Def Leppard                                                     |
| 16 de septiembre | Francia             | Burdeos               | Salle des Fêtes du grand Parc      | teloneados por Def Leppard                                                     |
| 17 de septiembre | Francia             | Colomiers             | Hall Comminges                     | teloneados por Def Leppard                                                     |
| 18 de septiembre | Francia             | Tours                 | Parc des Expositions               | teloneados por Def Leppard                                                     |
| 20 de septiembre | Francia             | Montpellier           | Palais des Sports                  | teloneados por Def Leppard                                                     |
| 22 de septiembre | Francia             | Grenoble              | Alpexpo                            | teloneados por Def Leppard                                                     |
| 23 de septiembre | Francia             | Lyon                  | Palais des Sports                  | teloneados por Def Leppard                                                     |
| 24 de septiembre | Francia             | Orleans               | Hall de Prestige                   | teloneados por Def Leppard                                                     |
| 25 de septiembre | Francia             | Nantes                | Stade de la Beaujoire              | teloneados por Def Leppard                                                     |
| 26 de septiembre | Francia             | Quimper               | Salle Omnisports                   | teloneados por Def Leppard                                                     |
| 28 de septiembre | Francia             | Le Mans               | La Rotonde                         | teloneados por Def Leppard                                                     |
| 29 de septiembre | Francia             | El Havre              | Docks Océane                       | teloneados por Def Leppard                                                     |
| 30 de septiembre | Francia             | Lille                 | Parc des Expositions               | teloneados por Def Leppard                                                     |
| 1 de octubre     | Francia             | Reims                 | Maison des Sports                  | teloneados por Def Leppard                                                     |
| 2 de octubre     | Francia             | Estrasburgo           | Hall Rhenus                        | teloneados por Def Leppard                                                     |
| 5 de octubre     | Inglaterra          | Bristol               | Colston Hall                       | teloneados por Blackfoot                                                       |
| 6 de octubre     | Inglaterra          | Liverpool             | Empire Theatre                     | teloneados por Blackfoot                                                       |
| 7 de octubre     | Inglaterra          | Newcastle             | Newcastle City Hall                | teloneados por Blackfoot                                                       |
| 8 de octubre     | Inglaterra          | Newcastle             | Newcastle City Hall                | teloneados por Blackfoot                                                       |
| 9 de octubre     | Escocia             | Glasgow               | Apollo Theatre                     | teloneados por Blackfoot                                                       |
| 10 de octubre    | Inglaterra          | Newcastle             | Mayfair Ballroom                   | teloneados por Blackfoot                                                       |
| 12 de octubre    | Inglaterra          | Lancaster             | Universidad de Lancaster           | teloneados por Blackfoot                                                       |
| 13 de octubre    | Inglaterra          | Hanley                | Victoria Hall                      | teloneados por Blackfoot                                                       |
| 14 de octubre    | Inglaterra          | Bradford              | St. George's Hall                  | teloneados por Blackfoot                                                       |
| 15 de octubre    | Inglaterra          | Wolverhampton         | The Civic Hall                     | teloneados por Blackfoot                                                       |
| 16 de octubre    | Inglaterra          | Leicester             | De Montfort Hall                   | teloneados por Blackfoot                                                       |
| 18 de octubre    | Inglaterra          | Mánchester            | Manchester Apollo                  | teloneados por Blackfoot                                                       |
| 19 de octubre    | Inglaterra          | Mánchester            | Manchester Apollo                  | teloneados por Blackfoot                                                       |
| 20 de octubre    | Inglaterra          | Sheffield             | Sheffield City Hall                | teloneados por Blackfoot y Vardis                                              |
| 21 de octubre    | Inglaterra          | Sheffield             | Sheffield City Hall                | teloneados por Blackfoot y Vardis                                              |
| 23 de octubre    | Inglaterra          | Portsmouth            | Guildhall                          | teloneados por Blackfoot                                                       |
| 24 de octubre    | Inglaterra          | Birmingham            | Birmingham Odeon                   | teloneados por Blackfoot                                                       |
| 25 de octubre    | Inglaterra          | Birmingham            | Birmingham Odeon                   | teloneados por Blackfoot                                                       |
| 27 de octubre    | Inglaterra          | Londres               | Hammersmith Odeon                  | teloneados por Blackfoot                                                       |
| 28 de octubre    | Inglaterra          | Londres               | Hammersmith Odeon                  | teloneados por Blackfoot                                                       |

## Músicos
- Klaus Meine: voz
- Rudolf Schenker: guitarra rítmica y coros
- Matthias Jabs: guitarra líder, coros y talk box en «The Zoo»
- Francis Buchholz: bajo y coros
- Herman Rarebell: batería